# 阿科納 (密西西比州)
阿科納（英語：Acona）是位於美國密西西比州霍爾姆斯縣的非建制地區。

## 歷史
阿科納的郵局於1852年設立，其後於1911年停運。此地得名自喬克托語的詞語，但其實際意思不可考，有說法指為原住民語言的驚嘆詞。

## 地理
阿科納所處的海拔為高於海平面108米（即354英呎），而該地所採用的時區為UTC-6，即北美中部時區（CST）。同時該地設有夏令時間，為UTC-6調快一小時，即UTC-5（CDT）。